# Норрие, Анна
Анна Хильда Шарлотта Норрие, урождённая Петерссон (швед. Anna Hilda Charlotta Norrie; 7 февраля 1860, Стокгольм — 13 июля 1957, там же) — шведская певица оперетты.

## Биография
Анна Хильда Шарлотта Петерссон родилась в 1857 году в Стокгольме. Её родителями были Самуэль Магнус Аксель Кёнсберг и Анна Кристина Петерссон. Анна училась в школе для девочек (Wallinska skolan), а затем, по совету учителя пения, поступила в Королевскую консерваторию, где её учителем пения стал Юлиус Гюнтер. Первое выступление Анны в любительском спектакле в Сёдертелье было настолько успешным, что её пригласили участвовать в гастролях, однако этому воспротивился отец девушки. Она продолжила обучаться пению у Карла Фредрика Лундквиста и Фрица Арльберга, а также сценической декламации у актёров Эмиля Хилльберга и Фредрика Дёрума.
С 1882 года Анна Петерссон начала выступать в небольших ролях в стокгольмском Новом театре (Nya theatre). Поскольку публика очень хорошо принимала молодую актрису, вскоре она была принята в труппу на постоянной основе и стала исполнять ведущие роли в опереттах, начиная со Стеллы в «Дочери тамбурмажора» Оффенбаха.
Обучение в 1883 году в школе Сигне Хеббе вывело певицу на новый уровень. Она начала работать, на лучших условиях, в театрах Сёдра (Södra Teatern) и Юргорден (Djurgårdsteatern). Пика своей карьеры она достигла в период с 1887 по 1896 год, работая в театре Васа (Vasateatern). Её называли «примадонной северной оперетты».
В 1891 году Анна Петерссон вышла замуж за датского писателя и директора театра Вильяма Норрие (William Norrie) и поселилась с ним в Копенгагене. Она много гастролировала, в том числе в Стокгольме, Хельсинки, Бремене, Лейпциге, Ганновере, Берлине. В 1894 она выступала на сцене Королевской оперы в Стокгольме, в 1898 — в Королевском драматическом театре. Особенно ей удавались брючные роли и роли королев. Критики отмечали её естественность, несмотря на усвоенные ею классические традиции актёрской игры, элегантность и полное отсутствие вульгарности.
Во время Первой мировой войны Анна Норрие жила в Копенгагене со своим вторым мужем Антоном де Вердье. Она держала собственное литературное кабаре, «Edderkoppen», которое закрылось в 1919 году из-за сложностей военного времени. Уйдя со сцены в 1920 году, Анна Норрие продолжала принимать участие в отдельных спектаклях. В возрасте 73 лет она начала преподавать сценическое движение в Королевской драматической театральной школе.
Анна Норрие снялась в восьми немых и одном звуковом фильме. Из них сохранились лишь фрагмент постановки оффенбаховской «Прекрасной Елены» 1903 года и фильм 1949 года «Greven från gränden» Ларса-Эрика Кьелльгрена, где Анна играет роль графини. Кроме того, с 1890 по 1912 год певица сделала несколько фонографических записей отдельных арий из оперетт.
Анна Норрие умерла в Стокгольме в 1957 году, в возрасте 97 лет, и была похоронена на Северном кладбище в Сольне.

В «Господине Гарате» Викторьена Сарду. 1884
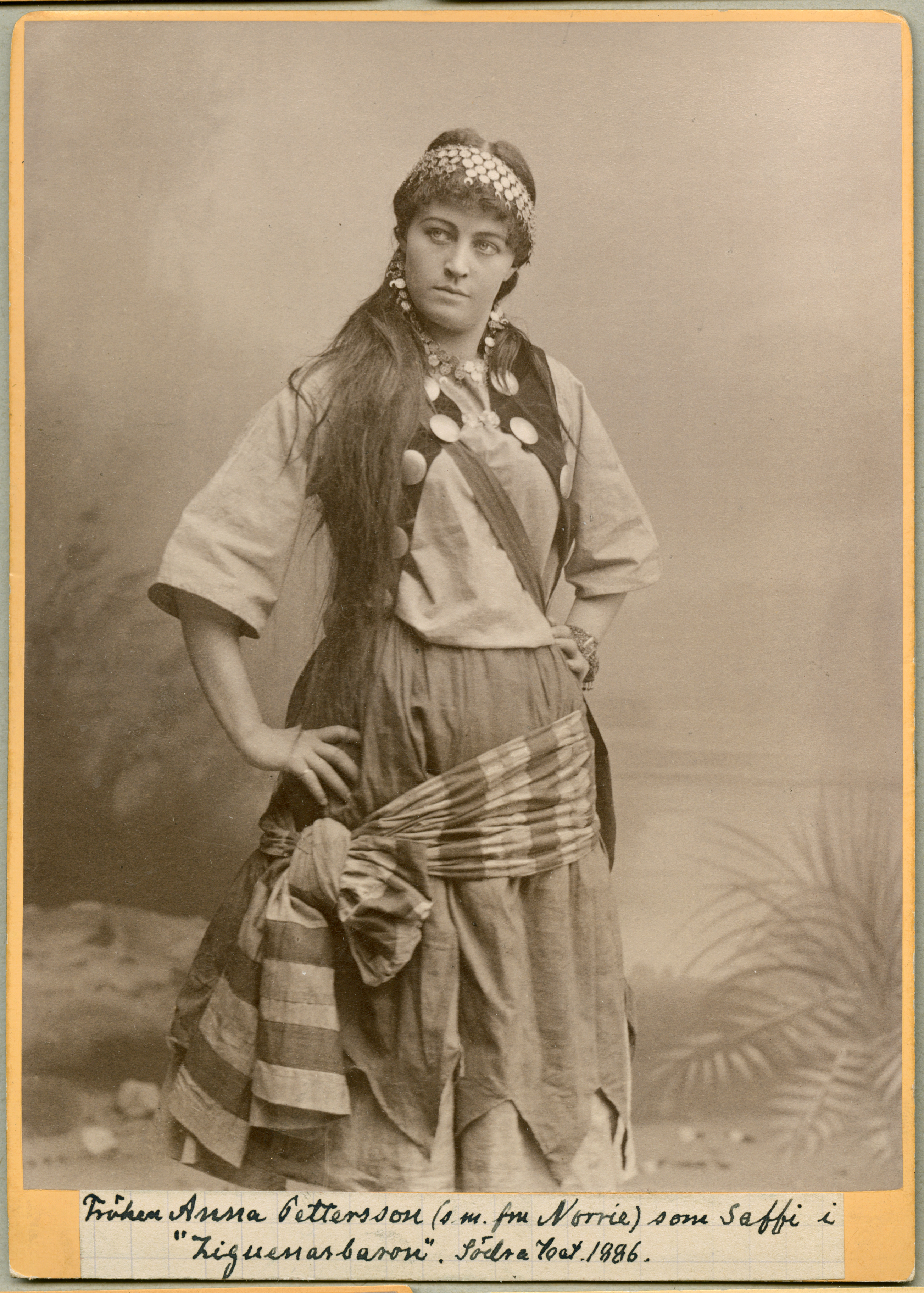
В роли Саффи в «Цыганском бароне». 1886
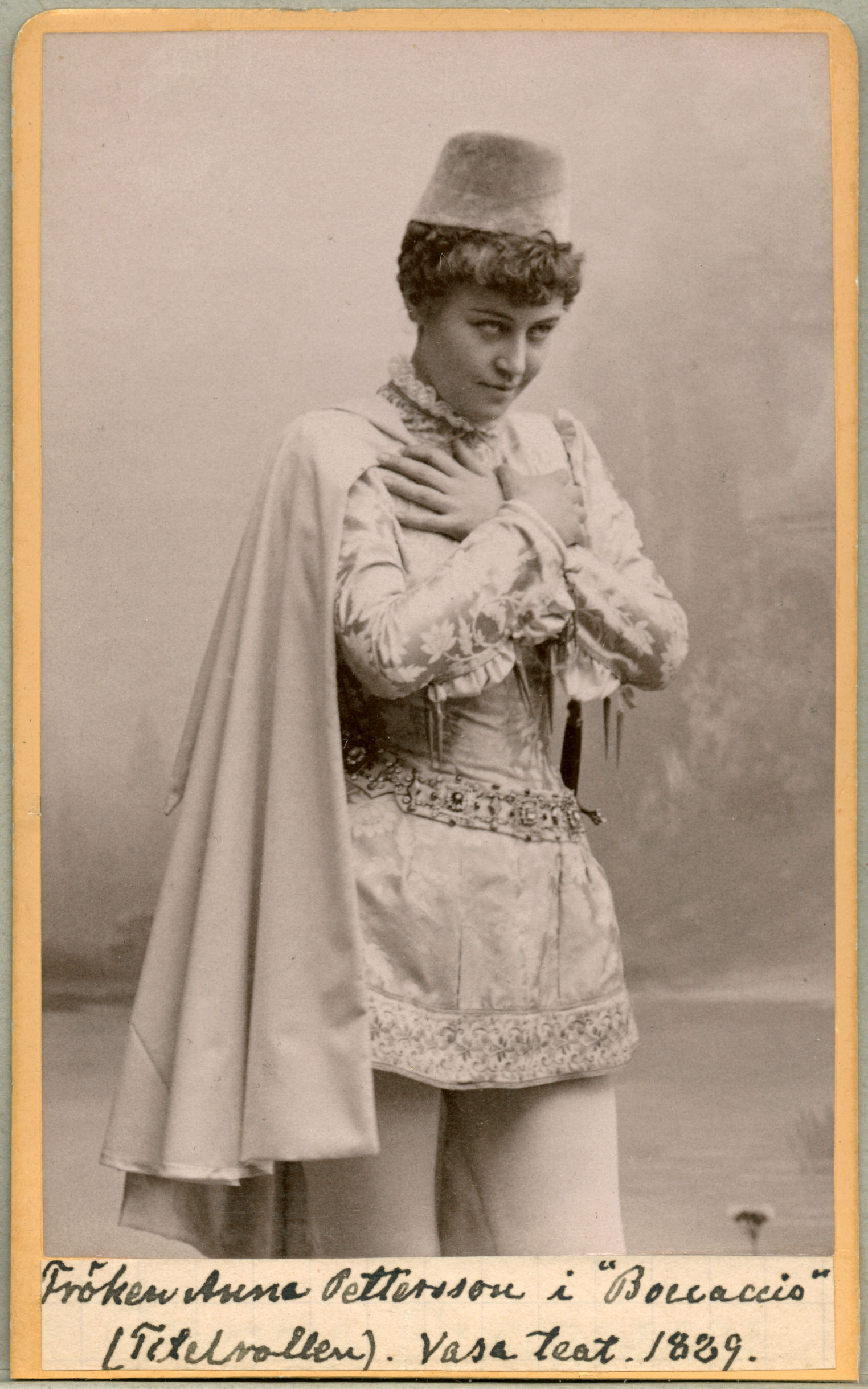
В «Боккаччо» Франца фон Зуппе. 1889
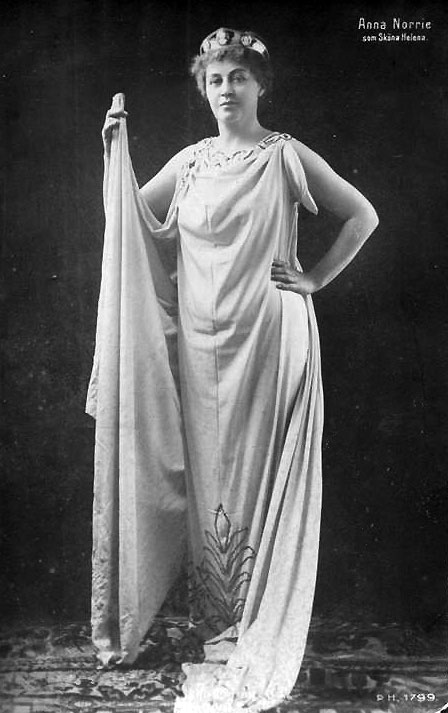
В «Прекрасной Елене» Оффенбаха. 1909